# 米德維爾 (內布拉斯加州)
米德維爾（英語：Meadville, Nebraska）是位於美國內布拉斯加州基亞帕哈縣的非建制地區。

## 歷史
米德維爾的郵局於1883年設立，其後於1959年停運。

## 地理
米德維爾所處的海拔為高於海平面626米（即2054英呎），而該地所採用的時區為UTC-6，即北美中部时区（CST）。同時該地設有夏令時間，為UTC-6調快一小時，即UTC-5（CDT）。